# FANTASMA (漫画)
『FANTASMA』（ファンタズマ）は、賀来ゆうじによる日本の漫画。

## 概要
賀来の初連載作品。均衡が崩れた裏社会を舞台に、いつか親を探そうとしている孤児の少年を主人公とした「マフィアファンタジー」。『ジャンプSQ』（集英社）2013年8月号より2014年4月号まで連載された。その後、『ジャンプSQ.19』（集英社）に移籍し、2014年5月号・	7月号に最終2話が掲載された。
タイトルの「FANTASMA」はイタリア語で「亡霊」「幽霊」の意味である。
賀来によると、人気は出ず打ち切りに終わったという。また、本作は他人に向けて描き続けていたが、その反動で次回作『地獄楽』では自分の好きなほうに振ってみたと語っている。

## 登場人物
ネロ
本作の主人公。孤児の少年。“魔王（ゴッドファーザー）”ドン・パゾリーニの隠し子。

## 書籍情報
- 賀来ゆうじ『FANTASMA』集英社〈ジャンプ・コミックス〉全3巻
  1. 2013年10月4日発売、ISBN 978-4088708843
  2. 2014年2月4日発売、ISBN 978-4088800134
  3. 2014年7月4日発売、ISBN 978-4088801445